# Museu Teyler

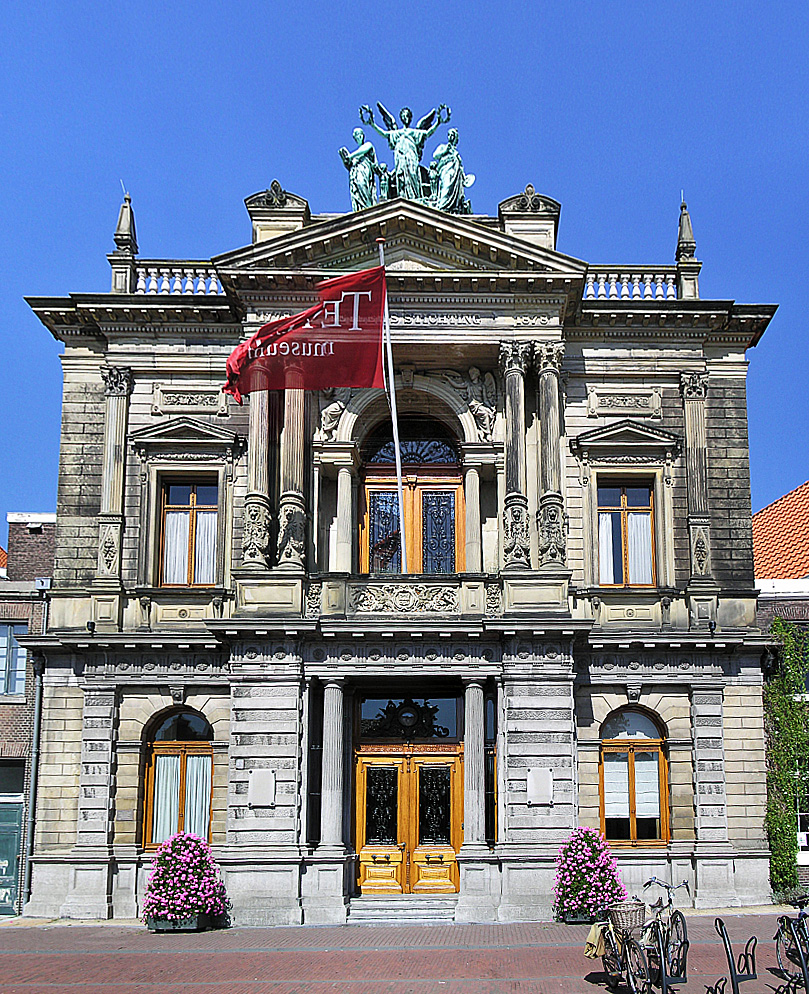
Fachada do Museu Teyler

O Museu Teyler (em neerlandês:  Teylers Museum) é um museu de artes, ciência e história natural localizado na cidade de Haarlem, capital da província Holanda do Norte. O museu encontra-se sediado na antiga casa de Pieter Teyler van der Hulst, construção em estilo neoclássico da metade do século XVIII. Seu interior é dividido em doze espaços distintos, sendo os principais: a sala oval (coleção de minerais), as salas de pintura I e II (coleção de pinturas do século XIX), a biblioteca, a sala dos instrumentos (coleção de antigos instrumentos científicos), as salas de fósseis I e II (coleção de paleontologia) e o gabinete numismático (moedas antigas e medalhas). Trata-se do mais antigo museu dos Países Baixos, uma vez que foi fundado em 1778.

## História

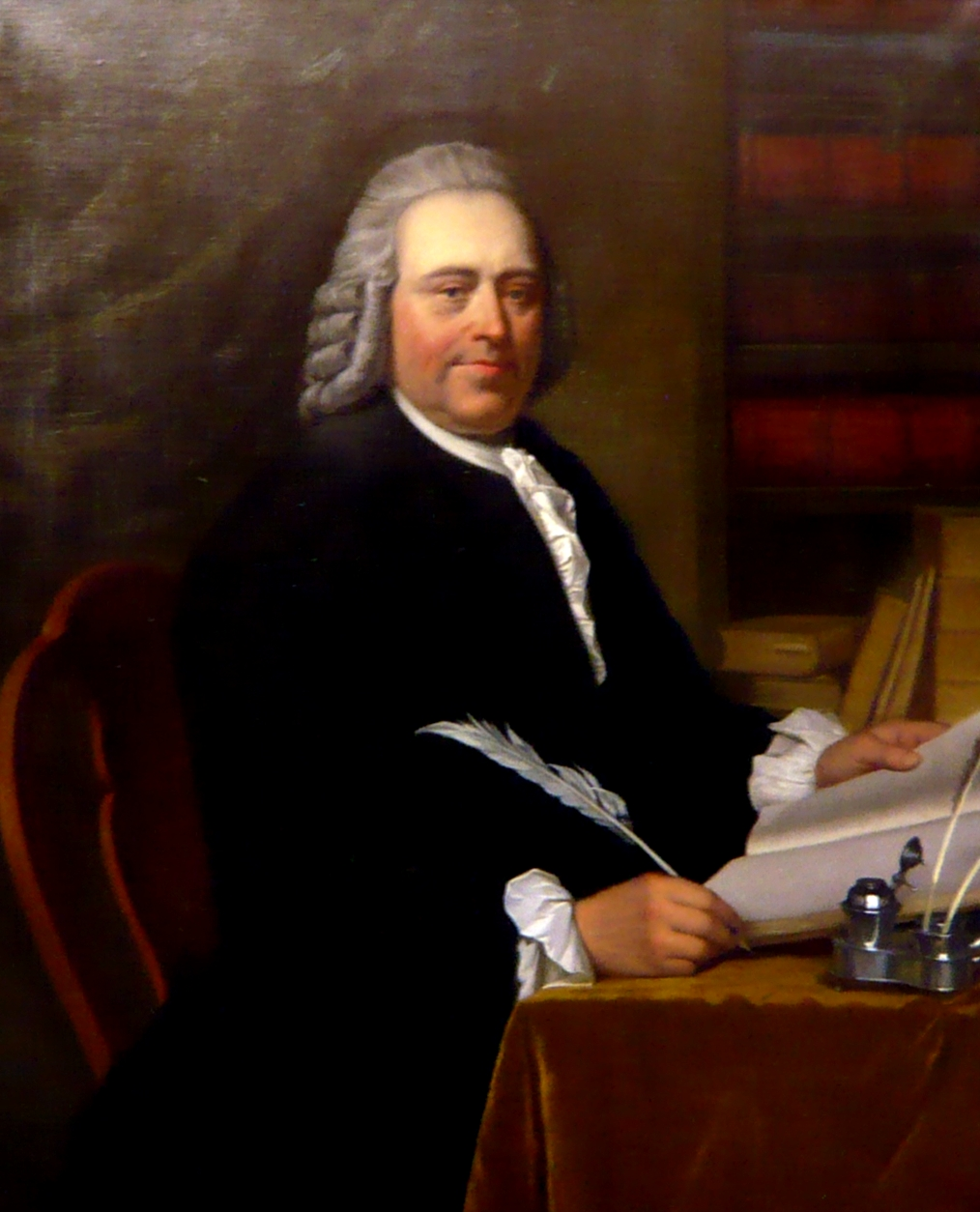
Pieter Teyler van der Hulst, por Wybrand Hendriks

O museu Teyler foi fundado em 1778 por disposição testamentária do comerciante de seda e banqueiro holandês Pieter Teyler van der Hulst (1702–1778), doando sua casa, sua coleção privada e sua fortuna em benefício das artes, ciências e da religião. Em sua vontade, Pieter Teyler estipulou que sua coleção e parte de sua fortuna deveria ser usada para estabelecer a fundação Teylers Stichting. O legado de Teyler para a cidade de Haarlem foi dividido em duas sociedades: Teylers First  Theological Society (holandês: Teylers Eerste de Godgeleerd Genootschap), destinado ao estudo da religião e Teylers Second Society (holandês: Teylers Tweede Genootschap), que era para preocupar-se com física, poesia, história, desenho e numismática.
Os executores da vontade de Teyler, os primeiros diretores da Teylers Stichting, decidiram estabelecer um centro de estudo e educação. Sob um único teto, abrigaria todos os tipos de artefatos adequados, como livros, instrumentos científicos, desenhos, fósseis e minerais. O conceito baseou-se em um ideal revolucionário derivado do Iluminismo: que as pessoas pudessem descobrir o mundo de forma independente, sem coerção por igreja ou estado. O exemplo que guiou os fundadores no estabelecimento do Museu Teylers foi o Mouseion da antiguidade clássica: um "templo para as musas das artes e das ciências", que também poderia servir como um lugar de encontro para estudiosos e o local para várias coleções."

## Acervo
O acervo do Museu Teyler compreende peças de arqueologia, incluindo o primeiro fóssil encontrado do Archaeopteryx, minerais, instrumentos científicos, medalhas, moedas e pinturas, além de uma extensa coleção de desenhos de mestres como Michelangelo e Rubens.

## Administração
Marjan Scharloo é o diretor do museu e Michiel Plomp é o conservador do museu.
O museu teve um número recorde de 157.843 visitantes em 2016, que foi cerca de 20.000 mais do que no ano anterior e mais 10.000 do que o recorde anterior em 2012.
O Museu Teyler é membro da Museumvereniging (Associação dos Museus).

## Galeria

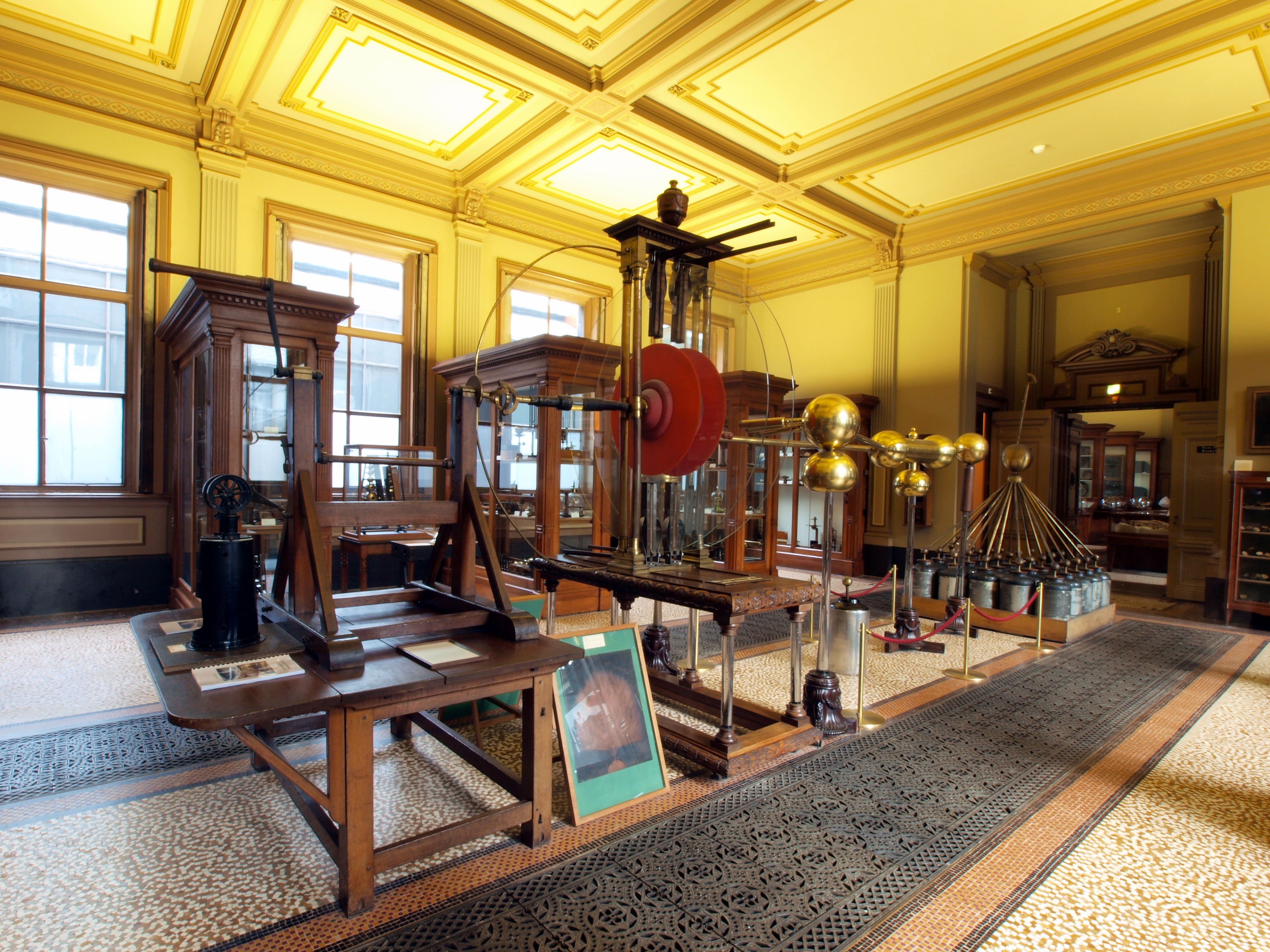
A máquina eletrostática de Van Marum
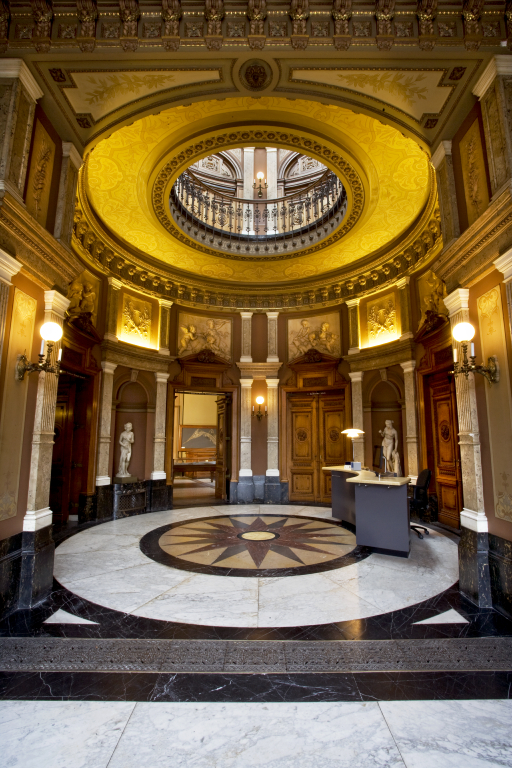
Sala de entrada do museu
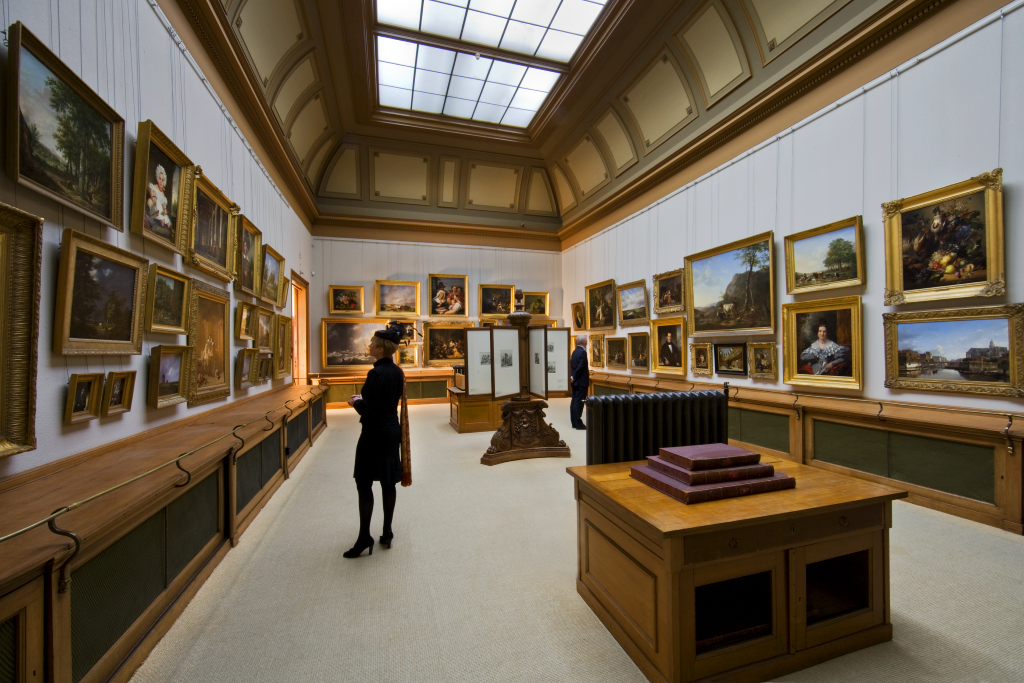
Sala de Pintura I (1838)
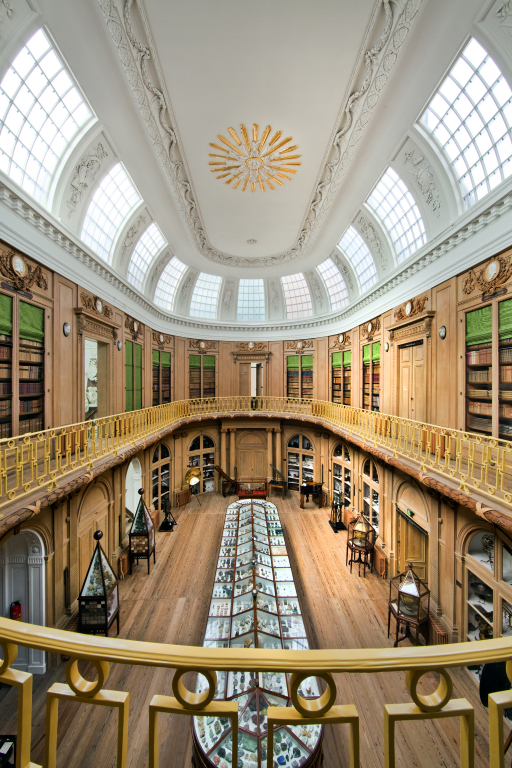
A Sala Oval do Museu Teyler (1784)
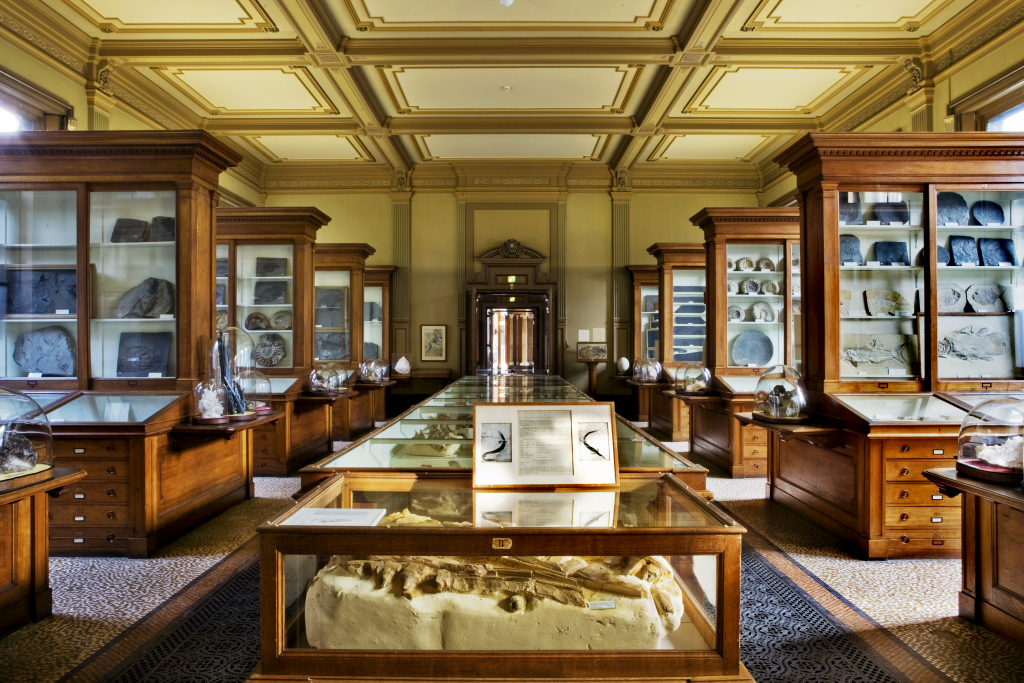
Sala de Fósseis II (1885)